# Bügelkanne (Mittelalter)
Als Bügelkanne bezeichnet man in der Mittelalterarchäologie ein amphorenartiges Gefäß mit einem oder zwei charakteristischen Henkeln und zwei Ausgüssen, von denen einer verschlossen ist. Es handelt sich um bauchige Kannen mit einem kurzen Trichterhals. Der Dekor war meist eher bescheiden. Eine Glasur deckte bei größeren Kannen allerdings nur gerade die obere Gefäßhälfte.
Die Bügelkannen traten zwischen dem 12. und 15. Jahrhundert auf. In Südwestdeutschland findet man etwas früher bereits die ersten Exemplare. Sie lösten die sogenannten Ösenhenkeltöpfe ab. In der Nordschweiz wird dieser Gefäßtypus auch nach der Heiligen Verena – die oft mit Bügelkanne dargestellt wurde – als Verenakrug bezeichnet. Man kann annehmen, dass die Bügelkannen als Schöpfgefäß und Wasser- bzw. Flüssigkeitsdepot genutzt wurden. Es gab sie in vielen Größen und Farben.